# Staatliche Vogelschutzwarte für Hessen, Rheinland-Pfalz und Saarland
Die Staatliche Vogelschutzwarte für Hessen, Rheinland-Pfalz und Saarland - Institut für angewandte Vogelkunde - war von 1973 bis 2021 eine länderübergreifende Vogelschutzwarte mit Sitz in Frankfurt am Main, im Südosten der Stadt, am Rand des Fechenheimer Waldes. Grundlage war ein Verwaltungsabkommen der Bundesländer Hessen, Rheinland-Pfalz und Saarland sowie der Stadt Frankfurt. Die Fachaufsicht setzte sich aus einem Kuratorium aus Vertretern der vier Träger zusammen. Die Dienstaufsicht lag beim zuständigen Fachministerium des Landes Hessen. Träger der Vogelschutzwarte waren das Hessische Ministerium für Umwelt, Klimaschutz, Landwirtschaft und Verbraucherschutz, das Ministerium für Umwelt, Landwirtschaft, Ernährung, Weinbau und Forsten Rheinland-Pfalz, das Ministerium für Umwelt und Verbraucherschutz (Saarland) und die Stadt Frankfurt am Main.
Seit 2022 organisieren die drei Bundesländer eigene Vogelschutzwarten, in Hessen gibt es die Staatliche Vogelschutzwarte Hessen.

## Aufgaben
Von den vielseitigen Aufgaben der Vogelschutzwarte seien exemplarisch genannt:
- Beratung und Fertigung von Stellungnahmen hinsichtlich von Aspekten des Vogelschutzes. Aktuelle Schwerpunkte sind seit einigen Jahren der Vogelschutz an Freileitungen und beim Ausbau der Windenergie.
- Vereinbarkeit von Vogelschutz mit den Belangen der Landwirtschaft.
- Beratung der Bevölkerung (z. B. Jungvogelfunde im Frühjahr, Pflegestationen, Nisthöhlen von Spechten in der Fassadendämmung von Gebäuden, Vogelkot von Vögeln die an Gebäuden brüten, Winterfütterung)
- Umweltbildung, vor allem für Schulen und Kindergärten der Stadt Frankfurt. Dafür stehen viele Exponate heimischer Vögel zur Verfügung sowie eine umfangreiche Sammlung von Federn.
- Die Vogelschutzwarte ist Genehmigungsbehörde für die Beringung von Wildvögeln in Hessen.

Die Vogelschutzwarte arbeitet mit über 1.000 ehrenamtlichen Ornithologen, aus denen sich Kreis- und Ortsbeauftragte für Vogelschutz rekrutieren, und verschiedenen Naturschutzverbänden zusammen wie dem NABU und der HGON. Ohne dieses Netz der ehrenamtlichen Helfer könnte die Vogelschutzwarte viele ihrer Aufgaben nicht in dem gegebenen Umfang erfüllen. Die ehrenamtlichen Helfer sind der Staatlichen Vogelschutzwarte Auge und Ohr.

## Geschichte
Am 7. Oktober 1937 wurde im Frankfurter Römer die „Südwestdeutsche Vogelschutzwarte e.V.“ mit Sitz im Rödelheimer Schloss gegründet. 1938 ging der Verein mit dem neuen Namen „Staatlich anerkannte Vogelschutzwarte Frankfurt am Main“ in die Trägerschaft des Volksstaates Hessen und der Stadt Frankfurt über. Nachdem am 22. März 1944 das Rödelheimer Schloss einem Bombenangriff zum Opfer fiel, wurde am 14. April 1948 der Grundstein für ein eigenes Dienstgebäudes der Vogelschutzwarte in Frankfurt-Fechenheim, Steinauer Straße 44, gelegt. Es wurde ein Jahr später am 19. April bezogen. 1952 beteiligten sich Rheinland-Pfalz und 1957 das Saarland als Bundesländer an der Trägerschaft. Im Jahr 1973 beschlossen die Träger der vereinsrechtlich verfassten Vogelschutzwarte deren Auflösung und die Errichtung der „Vogelschutzwarte für Hessen, Rheinland-Pfalz und Saarland - Institut für angewandte Vogelkunde“ in Frankfurt am Main durch das Land Hessen, angegliedert an die Hessische Landesanstalt für Umwelt (heute: Hessisches Landesamt für Naturschutz, Umwelt und Geologie). Das Land Hessen übernahm die Bediensteten der bisherigen Vogelschutzwarte in den Landesdienst ebenso wie das Eigentum an den Gebäuden und Liegenschaften. 2009–2010 erfolgte die Komplettsanierung und Teilneubau der Gebäude in der Steinauer Straße.

## Leitung
Seit der Gründung standen folgende Wissenschaftler dem Institut vor:
- 1938: Walter Banzhaf, im Krieg gefallen
- 1945: Bernhard Grzimek (kommissarisch)
- 1946: Sebastian Pfeifer
- 1964: Werner Keil
- 1991: Klaus Richarz
- 2013: Dagmar Stiefel

## Auflösung
Die länderübergreifende Vogelschutzwarte wurde mit Ablauf des Jahres 2021 aufgelöst, nachdem sie schon im März 2021 nach Gießen in die Nähe der Abteilung Naturschutz des Hessischen Landesamtes für Naturschutz, Umwelt und Geologie (HLNUG) umgezogen war, ohne dass das Personal dem Umzug folgen wollte. Seit dem 1. Januar 2022 ist eine Staatliche Vogelschutzwarte Hessen als eigenes Dezernat in die Abteilung Naturschutz des HLNUG integriert und ausschließlich für das Land Hessen zuständig. Auch in der Abteilung Naturschutz des Landesamtes für Umwelt Rheinland-Pfalz wurde eine Staatliche Vogelschutzwarte eingerichtet.